# Republikken Tjetjenien
Republikken Tjetjenien (russisk: Чеченская Республика, tr. Tjetjenskaja Respublika; tjetjensk: Нохчийн Республика, tr. Nochtjijn Respublika) er en af 21 autonome republikker i Den Russiske Føderation. Tjetjenien ligger i det nordlige Kaukasus.
Efter Sovjetunionens opløsning i 1991 blev den selvstyrende Tjetjensk-ingusjetiske sovjetrepublik delt i to – Republikken Ingusjetien og Republikken Tjetjenien. Sidstnævnte proklamerede den Tjetjenske Republik Ichkeria i et forsøg på løsrivelse fra Rusland. Efter den Første Tjetjenske krig opnåede Tjetjenien de facto uafhængighed. Efter den Anden Tjetjenske krig genvandt Rusland den føderale kontrol over republikken. Der foregik efterfølgende sporadiske kampe i især bjergområderne og de sydlige dele af republikken indtil 2017.

## Historie
Omkring 800 år f.v.t. blev tjetjenernes forfædre Nakhcho-folket, som levede på stepperne, drevet op i bjergene, i det som er nutidens Ingusjetien og Tjetjenien, af skyterne.
Fra 1200–1400 foregik skiftende angreb og invasioner fra tatarer og Timur Lenk med flere. I perioden fra 1600 til ca. 1850 blev Islam udbredt fra Dagestan.
Omkring 1800 blev Nakhcho-folket delt i ingusjetere og tjetjenere.

### Under Zarrusland
Rusland invaderede området i 1780-erne. Den muslimske modstand mod det russiske styre har vedvaret med skiftende styrke lige siden oprørene 1785-1791. Hovedstaden Groznyj grundlagdes som en russisk fæstning af kosakkerne i 1818 under den kaukasiske krig.
I 1817–1864 foregik Kaukasuskrigene, hvor russerne kæmpede for at få kontrol over Kaukasus. Tjetjenien og naboområdet Ingusjetien blev, efter lange og nedslidende krige, overvundne og annekterede af det russiske kejserrige i 1859, og modstandshelten Imam Sjamil blev taget til fange samme år. I 1865 startede deportationen af mange tjetjenere til Tyrkiet.

### Den kaukasiske føderation
I 1917 oprettedes den kaukasiske føderation: De kaukasiske stater benyttede muligheden, mens Rusland var svækket efter revolutionen, til at danne en uafhængig "kaukasisk føderation" i september 1917, men på grund af intern uenighed og krig mod Tyrkiet blev føderationen opløst i april 1918. Senere blev regionen erobret af Den røde hær og et sovjetlignende system blev oprettet.

### Under Sovjetunionen
I 1922 blev de kaukasiske stater indlemmet i Sovjetunionen. Efter forskellige mellemstadier etableredes den Autonome Socialistiske Sovjetrepublik Tjetjeno-Ingusjs ASSR i 1936. I 1930'erne var der hårde kampe i bjergene (Isjkerien) mellem partisaner på den ene side og enheder fra Den røde hær og NKVD på den anden.

I 1944 blev den ingusjetiske og tjetjenske befolkning deporteret til Centralasien, efter at sovjetiske centralmyndigheder havde beskyldt dem for at have samarbejdet med tyskerne.[kilde mangler] Den tjetjensk-ingusjetiske republik blev opløst og området opdelt mellem Dagestan, Nordossetien og Georgien.
Under 2. verdenskrig udsattes den tjetjenske befolkning for tvangsforflytning til den Kazakiske SSR. Efter 1956, i forbindelse med afstaliniseringen, blev det tilladt for tjetjenerne at vende tilbage til deres hjemland. De måtte købe deres tidligere ejendomme tilbage fra de nye beboere.[kilde mangler] Den nuværende autonome republik Tjetjenien blev skabt efter, at Tjetjenien-Ingusjen blev opløst i 1991. Efter Sovjetunionens opløsning startede en tjetjensk selvstændighedskamp mod Rusland.
Dzjochar Dudajev, den tjetjenske republiks nationalistiske leder, erklærede Tjetjenien for selvstændigt i 1991 og udråbte sig selv til præsident. Georgien var det eneste land, der anerkendte det selvstændige Tjetjenien. Efter to blodige krige i 1990’erne, hvor bl.a. hovedstaden Groznyj blev jævnet med jorden, var Tjetjenien imidlertid igen under russisk kontrol.
Hovedstaden er siden blevet genopbygget vha. føderale midler og huser i dag bl.a. den største moske i Europa.
Tjetjenien rummer en vigtig olieindustri og har en strategisk vigtig beliggenhed.

### Første Tjetjenienkrig
I 1994 beordrede den russiske præsident Boris Jeltsin tropper på i alt omkring 40.000 mand til Tjetjenien, hvilket markerede indledningen på den første Tjetjenienkrig. Den russiske krig i Tjetjenien mindede om den krig, som Sovjetunionen få år tidligere havde ført i Afghanistan. Oprørerne påførte de demoraliserede og dårligt udrustede russiske styrker svære tab. Ved udgangen af 1994 havde de russiske tropper fortsat ikke sikret sig hovedstaden Groznyj. Efter hårde kampe blev byen erobret i februar 1995. En våbenhvile kom i stand under ledelse af Aleksandr Lebed i 1996, og en fredsaftale blev undertegnet i maj 1997.
I det første frie valg efter krigen i januar 1997 valgtes Aslan Maschadov til præsident. Rusland anerkendte valgresultatet og syntes i begyndelsen at anse Maschadov som en acceptabel samarbejdspartner, men senere blev han fra russisk side betegnet som terrorist.

### Anden tjetjenienkrig
I 1999 brød nye kampe ud, tilsyneladende efter at islamistiske separatister, under ledelse af Sjamil Basajev og den arabiske terrorist Ibn al-Khattab med bomber havde ødelagt civile bygninger med flere tusind døde til følge i Moskva og Volgodonsk, samt invasionen af russisk territorium i Dagestan, Ingusjetien og Stavropol-regionen, med henblik på at islamisere hele Kaukasusregionen og andre dele af Rusland. Det er dog ikke sikkert, at der var tale om islamiske separatister, som ødelagde de civile bygninger. Mange spor peger mod en "falsk flag operation" udført af FSB (Putin) for at miskreditere Tjetjenien og bruge det som undskyldning for nye angreb mod landet.[kilde mangler] Under den anden Tjetjenienkrig organiserede de tjetjenske separatister væbnet modstand i området, og kæmpede for selvstændighed fra Rusland. Islamisterne er siden næsten blevet tilintetgjort ved Putins effektive, men ofte hårde krigsførelse.

### Nutiden
I dag styres Tjetjenien på ny af Moskva ved Præsident Ramzan Kadyrov og andre islamistiske tjetjenere, som har skiftet side på grund af interne konflikter mellem de forskellige tjetjenske klaner. Kadyrov tilhører Tjetjeniens mægtigste familieklan.

## Geografi
Tjetjenien har 1.370.268(2015) indbyggere og et areal på 15.647 km². Republikken grænser til Republikken Ingusjetien, Republikken Nordossetien–Alania, Stavropol kraj, Republikken Dagestan og Georgien.

### Vandløb
- Terek
- Sunzja
- Argun

## Demografi
De fleste tjetjenere er sunnimuslimer, ofte blandede med en del sufisme og førislamsk tradition. Ved slutningen af den sovjetiske tid bestod befolkningen af cirka 23 % russere (kosakker medregnede), men de er faldet i antal siden Sovjetunionens opløsning 1991 og udgjorde ved udgangen af 1990'erne cirka 5 % af den totale befolkning.
To sprog tales i landet: russisk og tjetjensk; sidstnævnte hører til den nordøstkaukasiske sprogfamilie, som også inkluderer ingusjisk og bats.
Tjetjenien er en af de subnationale entiteter og autonome republikker i den russiske føderation, som har yngst befolkning.
| - Befolkning: 1.003.860 (2002) - I byer: 373.177 (42,5 %) - På landet: 730.509 (57,5 %) - Mænd: 532.724 (48,3 %) - Kvinder: 570.962 (51,7 %) | - Gennemsnitlig alder: 22,7 år - I byer: 22,8 år - På landet: 22,7 år - Mænd: 21,6 år - Kvinder: 23,9 år | - Antal familier: 195.040 (omfattende 1 069 600 personer) - I byer: 65.410 (omfattende 365.577 personer) - På landet: 129.563 (omfattende 704.023 personer) |

## Administrativ inddeling
Republikken Tjetjenien er inddelt i følgende rajoner (russisk: районов):
- Atjchoj-Martanovskij (Ачхой-Мартановский)
- Groznenskij (Грозненский)
- Gudermesskij (Гудермесский)
- Itum-Kalinskij (Итум-Калинский)
- Kurtjalojevskij (Курчалоевский)
- Nadteretjnyj (Надтеречный)
- Naurskij (Наурский)
- Nozjaj-Jurtovskij (Ножай-Юртовский)
- Sjalinskij (Шалинский)
- Sjarojskij (Шаройский)
- Sjatojskij (Шатойский)
- Sjelkovskoj (Шелковской)
- Sunzjenskij (Сунженский)
- Urus-Martanovskij (Урус-Мартановский)
- Vedenskij (Веденский)

### Byer
Omkring 20% af Republikken Tjetjeniens indbyggere bor i hovedstaden Grosnyj. Som følge af de Tjetjenske krige er befolkningstallet i Grosnyj faldet fra nærved 400.000 i 1989 til de nuværende godt 275.000.

#### Større byer
- Argun
- Atjchoj-Martan
- Avtury
- Goragorskij
- Groznyj
- Gudermes
- Itum-Kale
- Kurtjaloj
- Naurskaja
- Nozjaj-Jurt
- Ojschara
- Sjali
- Sjatoj
- Sjelkovskaja
- Tjiri-Jurt
- Urus-Martan
- Vedeno
- Znamenskoje

### Kommuner med over 15.000 indbyggere
| #  | Dansk navn     | Russisk navn | Tjetjensk navn | Befolkning (2013) | Rajon                |
| -- | -------------- | ------------ | -------------- | ----------------- | -------------------- |
| 1  | Grosnyj        | Грозный      | Соьлж-ГІала    | 277.414           | Groznenskij          |
| 2  | Urus-Martan    | Урус-Мартан  | ХӀалхӀа-Марта  | 52.744            | Urus-Martanovskij    |
| 3  | Sjali          | Шали         | Шела           | 49.967            | Sjalinskij           |
| 4  | Gudermes       | Гудермес     | Гуьмсе         | 49.029            | Gudermesskij         |
| 5  | Argun          | Аргун        | Устрада        | 32.058            | Argun (Føderale by)  |
| 6  | Kurtjaloj      | Курчалой     | Куршлойн-Эвла  | 23.610            | Kurtjalojevskij      |
| 7  | Atjchoj-Martan | Ачхой-Мартан | ТIехьа-Марта   | 21.664            | Atjchoj-Martanovskij |
| 8  | Tsotsi-Jurt    | Цоци-Юрт     | Цоцин-Эвла     | 18.931            | Kurtjalojevskij      |
| 9  | Batji-Jurt     | Бачи-Юрт     | БIачин-Юрт     | 17.170            | Kurtjalojevskij      |
| 10 | Gojty          | Гойты        | ГIойтIа        | 17.016            | Urus-Martanovskij    |
| 11 | Avtury         | Автуры       | Эвтара         | 16.044            | Sjalinskij           |

## Galleri
- Grosnyj i 2006
- Grosnyj i 2012